# Clasificación de Concacaf para la Copa Mundial de Fútbol de 1970
Para la Copa Mundial de Fútbol de 1970 de México, la Concacaf disponía de 2 plazas de las 16 totales del mundial. Una plaza estaba asignada directamente para México, por ser el anfitrión de la Copa Mundial de Fútbol de 1970, mientras que la otra era para Inglaterra por ser el campeón de la edición pasada, por lo que un total de 12 selecciones disputaron la otra plaza.

## Sistema de juego
Se dividió el torneo en tres rondas:
- Primera ronda: Con los doce equipos, se formaron cuatro grupos de tres equipos cada uno. Jugándose por el sistema de liguilla, con encuentros en casa y fuera. Los primeros de grupo se clasificaron para la siguiente ronda.
- Segunda ronda: Los cuatro equipos se agrupan en dos grupos, jugándose a doble partido (fuera y en casa). Los vencedores pasan a la ronda siguiente.
- Tercera ronda: Los dos equipos restantes juegan una eliminatoria a doble partido. El vencedor se clasifica para el Mundial.

## Primera ronda

### Grupo 1
| Equipo         | Pts. | PJ | PG | PE | PP | GF | GC | Dif |
| -------------- | ---- | -- | -- | -- | -- | -- | -- | --- |
| Estados Unidos | 6    | 4  | 3  | 0  | 1  | 11 | 6  | 5   |
| Canadá         | 5    | 4  | 2  | 1  | 1  | 8  | 3  | 5   |
| Bermudas       | 1    | 4  | 0  | 1  | 3  | 2  | 12 | -10 |

| Fecha                   | Lugar    | Local          |                           | Resultado |                           | Visitante      |
| ----------------------- | -------- | -------------- | ------------------------- | --------- | ------------------------- | -------------- |
| 6 de octubre de 1968    | Toronto  | Canadá         | Bandera de Canadá         | 4 – 0     | Bandera de Bermudas       | Bermudas       |
| 13 de octubre de 1968   | Toronto  | Canadá         | Bandera de Canadá         | 4 – 2     | Bandera de Estados Unidos | Estados Unidos |
| 20 de octubre de 1968   | Hamilton | Bermudas       | Bandera de Bermudas       | 0 – 0     | Bandera de Canadá         | Canadá         |
| 26 de octubre de 1968   | Atlanta  | Estados Unidos | Bandera de Estados Unidos | 1 – 0     | Bandera de Canadá         | Canadá         |
| 3 de noviembre de 1968  | Kansas   | Estados Unidos | Bandera de Estados Unidos | 6 – 2     | Bandera de Bermudas       | Bermudas       |
| 11 de noviembre de 1968 | Hamilton | Bermudas       | Bandera de Bermudas       | 0 – 2     | Bandera de Estados Unidos | Estados Unidos |

### Grupo 2
| Equipo            | Pts. | PJ | PG | PE | PP | GF | GC | Dif |
| ----------------- | ---- | -- | -- | -- | -- | -- | -- | --- |
| Haití             | 5    | 4  | 2  | 1  | 1  | 9  | 5  | 4   |
| Guatemala         | 4    | 4  | 1  | 2  | 1  | 5  | 3  | 2   |
| Trinidad y Tobago | 3    | 4  | 1  | 1  | 2  | 4  | 10 | -6  |

| Fecha                   | Lugar               | Local             |                              | Resultado |                              | Visitante         |
| ----------------------- | ------------------- | ----------------- | ---------------------------- | --------- | ---------------------------- | ----------------- |
| 17 de noviembre de 1968 | Ciudad de Guatemala | Guatemala         | Bandera de Guatemala         | 4 – 0     | Bandera de Trinidad y Tobago | Trinidad y Tobago |
| 20 de noviembre de 1968 | Ciudad de Guatemala | Trinidad y Tobago | Bandera de Trinidad y Tobago | 0 – 0     | Bandera de Guatemala         | Guatemala         |
| 23 de noviembre de 1968 | Puerto Príncipe     | Trinidad y Tobago | Bandera de Trinidad y Tobago | 0 – 4     | Bandera de Haití             | Haití             |
| 25 de noviembre de 1968 | Puerto Príncipe     | Haití             | Bandera de Haití             | 2 – 4     | Bandera de Trinidad y Tobago | Trinidad y Tobago |
| 8 de diciembre de 1968  | Puerto Príncipe     | Haití             | Bandera de Haití             | 2 – 0     | Bandera de Guatemala         | Guatemala         |
| 23 de febrero de 1969   | Ciudad de Guatemala | Guatemala         | Bandera de Guatemala         | 1 – 1     | Bandera de Haití             | Haití             |

Todos los partidos de Trinidad y Tobago como local los jugó fuera.

### Grupo 3
| Equipo     | Pts. | PJ | PG | PE | PP | GF | GC | Dif |
| ---------- | ---- | -- | -- | -- | -- | -- | -- | --- |
| Honduras   | 7    | 4  | 3  | 1  | 0  | 7  | 2  | 5   |
| Costa Rica | 5    | 4  | 2  | 1  | 1  | 7  | 3  | 4   |
| Jamaica    | 0    | 4  | 0  | 0  | 4  | 2  | 11 | -9  |

| Fecha                   | Lugar       | Local      |                       | Resultado |                       | Visitante  |
| ----------------------- | ----------- | ---------- | --------------------- | --------- | --------------------- | ---------- |
| 27 de noviembre de 1968 | San José    | Costa Rica | Bandera de Costa Rica | 3 – 0     | Bandera de Jamaica    | Jamaica    |
| 1 de diciembre de 1968  | San José    | Jamaica    | Bandera de Jamaica    | 1 – 3     | Bandera de Costa Rica | Costa Rica |
| 5 de diciembre de 1968  | Tegucigalpa | Honduras   | Bandera de Honduras   | 3 – 1     | Bandera de Jamaica    | Jamaica    |
| 8 de diciembre de 1968  | Tegucigalpa | Jamaica    | Bandera de Jamaica    | 0 – 2     | Bandera de Honduras   | Honduras   |
| 22 de diciembre de 1968 | Tegucigalpa | Honduras   | Bandera de Honduras   | 1 – 0     | Bandera de Costa Rica | Costa Rica |
| 28 de diciembre de 1969 | San José    | Costa Rica | Bandera de Costa Rica | 1 – 1     | Bandera de Honduras   | Honduras   |

Todos los partidos de Jamaica como local los jugó fuera.

### Grupo 4
| Equipo                | Pts. | PJ | PG | PE | PP | GF | GC | Dif |
| --------------------- | ---- | -- | -- | -- | -- | -- | -- | --- |
| El Salvador           | 6    | 4  | 3  | 0  | 1  | 10 | 5  | 5   |
| Guayana Neerlandesa   | 4    | 4  | 2  | 0  | 2  | 10 | 9  | 1   |
| Antillas Neerlandesas | 2    | 4  | 1  | 0  | 3  | 3  | 9  | -6  |

| Fecha                   | Lugar        | Local                 |                                  | Resultado |                                  | Visitante             |
| ----------------------- | ------------ | --------------------- | -------------------------------- | --------- | -------------------------------- | --------------------- |
| 24 de noviembre de 1968 | Paramaribo   | Guayana Neerlandesa   | Bandera de Surinam               | 6 – 0     | Bandera de Antillas Neerlandesas | Antillas Neerlandesas |
| 1 de diciembre de 1968  | San Salvador | El Salvador           | Bandera de El Salvador           | 6 – 0     | Bandera de Surinam               | Guayana Neerlandesa   |
| 5 de diciembre de 1968  | Oranjestad   | Antillas Neerlandesas | Bandera de Antillas Neerlandesas | 2 – 0     | Bandera de Surinam               | Guayana Neerlandesa   |
| 12 de diciembre de 1968 | San Salvador | El Salvador           | Bandera de El Salvador           | 1 – 0     | Bandera de Antillas Neerlandesas | Antillas Neerlandesas |
| 15 de diciembre de 1968 | San Salvador | Antillas Neerlandesas | Bandera de Antillas Neerlandesas | 1 – 2     | Bandera de El Salvador           | El Salvador           |
| 22 de diciembre de 1969 | Paramaribo   | Guayana Neerlandesa   | Bandera de Surinam               | 4 – 1     | Bandera de El Salvador           | El Salvador           |

## Segunda ronda

### Grupo 1
| Equipo         | Pts. | PJ | PG | PE | PP | GF | GC | Dif |
| -------------- | ---- | -- | -- | -- | -- | -- | -- | --- |
| Haití          | 4    | 2  | 2  | 0  | 0  | 3  | 0  | 3   |
| Estados Unidos | 0    | 2  | 0  | 0  | 2  | 0  | 3  | -3  |

| Fecha               | Lugar           | Local          |                           | Resultado |                           | Visitante      |
| ------------------- | --------------- | -------------- | ------------------------- | --------- | ------------------------- | -------------- |
| 20 de abril de 1969 | Puerto Príncipe | Haití          | Bandera de Haití          | 2 – 0     | Bandera de Estados Unidos | Estados Unidos |
| 11 de mayo de 1969  | San Diego       | Estados Unidos | Bandera de Estados Unidos | 0 – 1     | Bandera de Haití          | Haití          |

- Estos partidos también sirvieron como clasificatoria al Campeonato de Naciones 1969

### Grupo 2
| Equipo      | Pts. | PJ | PG | PE | PP | GF | GC | Dif |
| ----------- | ---- | -- | -- | -- | -- | -- | -- | --- |
| El Salvador | 2    | 2  | 1  | 0  | 1  | 3  | 1  | 2   |
| Honduras    | 2    | 2  | 1  | 0  | 1  | 1  | 3  | -2  |

| Fecha               | Lugar        | Local       |                        | Resultado |                        | Visitante   |
| ------------------- | ------------ | ----------- | ---------------------- | --------- | ---------------------- | ----------- |
| 8 de junio de 1969  | Tegucigalpa  | Honduras    | Bandera de Honduras    | 1 – 0     | Bandera de El Salvador | El Salvador |
| 15 de junio de 1969 | San Salvador | El Salvador | Bandera de El Salvador | 3 – 0     | Bandera de Honduras    | Honduras    |

Desempate
| 27 de junio de 1969 | El Salvador                          | 3:2 (2:1; 2:2) (1:0 t. s.) | Honduras                | Estadio Azteca, Ciudad de México                                  |                                                                   |
|                     | Martínez 10', 29' · Quintanilla 101' | Reporte                    | Cardona 19' · Gómez 50' | Asistencia: 15.326 espectadores Árbitro(s): Abel Aguilar Elizalde | Asistencia: 15.326 espectadores Árbitro(s): Abel Aguilar Elizalde |

Nota: Estos partidos ocurrieron en el contexto del fugaz conflicto bélico entre Honduras y El Salvador. Aun cuando las causas de la beligerancia fueron otras, esos encuentros futbolísticos fueron la razón por la que la llamada "Guerra de las cien horas" también fuera denominada y recordada como la Guerra del Fútbol.

## Tercera ronda
| Equipo      | Pts. | PJ | PG | PE | PP | GF | GC | Dif |
| ----------- | ---- | -- | -- | -- | -- | -- | -- | --- |
| Haití       | 2    | 2  | 1  | 0  | 1  | 4  | 2  | 2   |
| El Salvador | 2    | 2  | 1  | 0  | 1  | 2  | 4  | -2  |

| Fecha                    | Lugar           | Local       |                        | Resultado |                        | Visitante   |
| ------------------------ | --------------- | ----------- | ---------------------- | --------- | ---------------------- | ----------- |
| 21 de septiembre de 1969 | Puerto Príncipe | Haití       | Bandera de Haití       | 1 – 2     | Bandera de El Salvador | El Salvador |
| 28 de septiembre de 1969 | San Salvador    | El Salvador | Bandera de El Salvador | 0 – 3     | Bandera de Haití       | Haití       |

Desempate
| 8 de octubre de 1969 | El Salvador   | 1:0 (0:0, 0:0) (1:0 t. s.) | Haití | Estadio Nacional, Kingston                               |                                                          |
|                      | Martínez 104' | Reporte                    |       | Asistencia: 6.742 espectadores Árbitro(s): Keith Dunstan | Asistencia: 6.742 espectadores Árbitro(s): Keith Dunstan |

## Estadísticas

### Clasificación general
| Pos. | Selección             | Pts. | PJ | PG | PE | PP | GF | GC | Dif | Rend. |
| ---- | --------------------- | ---- | -- | -- | -- | -- | -- | -- | --- | ----- |
| 1    | El Salvador           | 14   | 10 | 7  | 0  | 3  | 19 | 12 | 7   | 70%   |
| 2    | Haití                 | 11   | 9  | 5  | 1  | 3  | 16 | 8  | 8   | 61.1% |
| 3    | Honduras              | 9    | 7  | 4  | 1  | 2  | 10 | 8  | 2   | 64.3% |
| 4    | Estados Unidos        | 6    | 6  | 3  | 0  | 3  | 11 | 9  | 2   | 50%   |
| 5    | Canadá                | 5    | 4  | 2  | 1  | 1  | 8  | 3  | 5   | 62.5% |
| 6    | Costa Rica            | 5    | 4  | 2  | 1  | 1  | 7  | 3  | 4   | 62.5% |
| 7    | Guatemala             | 4    | 4  | 1  | 2  | 1  | 5  | 3  | 2   | 50%   |
| 8    | Guayana Neerlandesa   | 4    | 4  | 2  | 0  | 2  | 10 | 9  | 1   | 50%   |
| 9    | Trinidad y Tobago     | 3    | 4  | 1  | 1  | 2  | 4  | 10 | -6  | 37.5% |
| 10   | Antillas Neerlandesas | 2    | 4  | 1  | 0  | 3  | 3  | 9  | -6  | 25%   |
| 11   | Bermudas              | 1    | 4  | 0  | 1  | 3  | 2  | 12 | -10 | 12.5% |
| 12   | Jamaica               | 0    | 4  | 0  | 0  | 4  | 2  | 11 | -9  | 0%    |

### Goleadores
| Jugador                  | Selección         | Goles |
| ------------------------ | ----------------- | ----- |
| Juan Ramón Martínez      | El Salvador       | 6     |
| Joseph Obas              | Haití             | 4     |
| Guy Saint-Vil            | Haití             | 4     |
| Claude Barthélemy        | Haití             | 3     |
| José Antonio Quintanilla | El Salvador       | 3     |
| Warren Archibald         | Trinidad y Tobago | 3     |
| Peter Millar             | Estados Unidos    | 3     |
| Víctor Azúcar            | El Salvador       | 3     |

### Autogoles
| Fecha                   | Jugador              | Selección         | Rival          | Autogoles |
| ----------------------- | -------------------- | ----------------- | -------------- | --------- |
| 3 de noviembre de 1968  | Kenneth Cann         | Bermudas          | Estados Unidos | 1         |
| 11 de noviembre de 1968 | Rudolf Smith         | Bermudas          | Estados Unidos | 1         |
| 17 de noviembre de 1968 | Selwyn Murren        | Trinidad y Tobago | Guatemala      | 1         |
| 17 de noviembre de 1968 | Tyrone de la Bastide | Trinidad y Tobago | Guatemala      | 1         |

### Jugadores con tres o más goles en un partido
| Pos. | Jugador          | Goles | Fecha                   | Local          | Resultado | Visitante         |
| ---- | ---------------- | ----- | ----------------------- | -------------- | --------- | ----------------- |
| 1    | Peter Millar     | 3     | 3 de noviembre de 1968  | Estados Unidos | 6:2       | Bermudas          |
| 2    | Warren Archibald | 3     | 25 de noviembre de 1968 | Haití          | 2:4       | Trinidad y Tobago |

## Clasificados
| Bandera de México | Bandera de El Salvador |
| México            | El Salvador            |
| Anfitrión         | Primer puesto          |